# Чучело-Мяучело
«Чучело-Мяучело» — советский музыкальный рисованный мультипликационный фильм 1982 года, созданный режиссёром Инессой Ковалевской.

## Сюжет
Однажды солнечным летним утром в одном городе проснулся маленький чёрный котёнок. И этому котёнку захотелось поделиться чудесным настроением со всеми окружающими. Решил он спеть весёлую песню. Но так получилось, что котёнка все прогоняли. Грузчик магазина «Молоко», который был готов его слушать, разозлился на пушистого зверька за то, что тот рассыпал его ящики. При попытке спеть песенку младенцу его мать выкинула пушистика за шкирку из коляски. Автовладелец, который безуспешно пытался завести свою машину, заставил котёнка спасаться бегством за то, что тот случайно убежал вместе с его шляпой. А дети на спортплощадке, у которых не клеились ни игра в баскетбол, ни гимнастические упражнения, запустили в котёнка мячом и бросились на него всей компанией, от которой он спасся на крыше дома. И все кричали хвостатому герою обидное прозвище — Чучело-Мяучело.
Обиженный котёнок, плача, запел на крыше дома совсем другую, очень грустную песню. У всех окружающих окончательно дела пошли наперекосяк, солнце затянуло тучей. Но пришла весёлая маленькая девочка, которая предложила спеть котёнку ещё раз весёлую песню. А под её звучание и ящики, которые безуспешно собирал грузчик, сами сложились в ряд, и младенец развеселился, и машина незадачливого автовладельца вдруг завелась и поехала, и юные спортсмены стали точно забрасывать мячи и крутиться на перекладине.
А девочка и котёнок, допев песню до конца, отправились гулять по залитому солнцем городу.

## Съёмочная группа
- Автор сценария — Владимир Алеников[4]
- Текст песен — Михаил Яснов[5][6]
- Кинорежиссёр — Инесса Ковалевская[1][3]
- Художник-постановщик — Нина Юсупова
- Композитор — Игорь Космачёв
- Кинооператор — Светлана Кощеева
- Звукооператор — Владимир Кутузов
- Художники-мультипликаторы: Татьяна Померанцева, Владимир Шевченко, Олег Сафронов, Виталий Бобров, Иосиф Куроян, Марина Рогова, Елена Малошенкова
- Роли озвучивали: Наталия Ченчик, Елена Степаненко, Николай Граббе
- Редактор — Пётр Фролов
- Директор съёмочной группы — Николай Евлюхин

## Музыка
Песни из мультфильма выпускались в 1980-е и в начале 1990-х годов в СССР на детских пластинках фирмой «Мелодия» и на аудиокассетах «Свема». В России в 1990-е годы выпускался на аудиокассетах и на компакт-дисках CD изданием Twic Lyrec (с 1995 года) в других сборниках песен из мультфильмов, а с 2000 года — на дисках MP3 разными фирмами. Так же существует версия заглавной песенки, спетая Фёдором Чистяковым для альбома «Бармалей Инкорпорейтедъ».

## Популярность
Работы Инессы Ковалевской обрели значительную популярность и стали «всенародно любимыми». Мультфильм «Чучело-мяучело» удостаивался восторженных эпитетов «легендарный», как и сама заглавная песенка и история. Примечательно, что небольшое стихотворение «Чучело-Мяучело», написанное для мультфильма, смогло затмить по известности и популярности прочие работы Яснова, и как поэта, и как переводчика. Само заглавное стихотворение неоднократно становилось объектом академических исследований. Но его главный образ и рефрен ушли в народ, в чужие произведения, и даже в детский фольклор.

## Продолжение
В 2021 году по мотивам мультфильма вышел мультсериал «Чуч-Мяуч». Каждый семиминутный эпизод рассказывает историю из жизни девочки Маруси и кота Мяуча, который обладает волшебным даром исполнять желания, однако каждый раз по-своему. Роль главного героя в мультфильме озвучил Михаил Башкатов, а его подругу, девочку Марусю — участница шоу «Голос» Алиса Смирнова.

### Комментарии
1. ↑  Например, композиция «Чучело» Славы КПСС.